# Battista Dossi
Battista Dossi (c. 1490-1548), també conegut com a Battista de Luteri, va ser un pintor italià de l'Escola de Ferrara. Va dedicar gairebé tota la seva carrera al servei de la Cort de Ferrara, on treballava amb el seu germà més gran Dosso Dossi (c. 1489-1542). Es creu que Battista va treballar en l'estudi de Roma de Rafael de 1517 a 1520.